# Mohamed Júnisz al-Ahmed
Mohamed Júnisz al-Ahmed (arabul محمد يونس الأحمد; Moszul, 1949. –) iraki katonatiszt és politikus, a Baasz Párt korábbi prominens tagja, jelenleg a szunnita ellenállás egyik vezetője.

## Az ellenállás tagja
A 2003-as amerikai támadás és Szaddám Huszein bukása után az illegalitásba vonuló Baasz Párt egyik vezetője lett, ahol rövidesen szembekerült az Izzat Ibrahim al-Dúri vezette csoporttal. Al-Ahmed megalapította és vezetője lett a párton belül működő szekuláris "Al-Ávda" (A Visszatérés) gerilla katonai szervezetnek 2003 júniusától.
Al-Ahmed a Bassár el-Aszad vezette szíriai kormánnyal épített ki kapcsolatot, s maga is a szomszédos országban talált menedéket. Ezt az irányvonalat al-Dúri elutasította, aki nem volt hajlandó Szíriára és síita szövetségesére, Iránra támaszkodni. A két vezető közötti viszony Szaddám Huszein kivégzése után mérgesedett el végleg, amikor az iraki Baasz Párt Szíriában lévő tagjai összehívtak egy kongresszust és megválasztották főtitkáruknak al-Ahmedet. A mozgalom két frakciója ezután kölcsönösen kizárta egymást a párt tagjai közül, amely a tényleges kettészakadáshoz vezetett.
2009. augusztus 23-án az iraki kormány al-Ahmed mozgalmát vádolta meg a négy nappal korábbi autóba rejtett bombák felrobbantásával Bagdadban, amelynek 101 áldozata volt. Az al-Ahmed mögött álló szíriai kormány tagadta érintettségét, ennek ellenére a két ország kölcsönösen hazarendelte nagykövetét. Később az Iraki Iszlám Állam, akkor még az Al-Káida sejtjeként magára vállalta a robbantásokat.
2014 júniusában az Iraki és Levantei Iszlám Állam (ISIS) általános támadást indított az iraki kormány ellen, amely során jelentős területeket hódítottak el az ország északi területén, beleértve két jelentős várost, Tikritet, és Moszult. A jelentések szerint az Abu Bakr al-Bagdadi "emír" vezette erőknek a Baasz Párt és szövetségeseinek segítségével sikerült ily jelentős területeket rövid időn belül kiszakítania Irakból. A korábbi riválisok, al-Dúri és al-Ahmed is az ISIS oldalára állt, akik félretették egymással szembeni ellenséges érzületüket és az ISIS rendelkezésére bocsátották csapataikat. A megszállt területeken a Baasz Párt nevezhette ki Moszul és Tikrit kormányzóit, bizonyítva, hogy a Huszein-rendszer egykori katonatisztjei szorosan együttműködnek az immár kalifa címet felvevő és az Irak területén az Iszlám Államot megalapító Bagdadival.